# 眼 (みゆなのアルバム)
『眼』（め）は、日本のシンガーソングライターみゆなの1枚目のミニ・アルバム。2019年2月6日発売。発売元はHere, play pop!。

## 概要
- みゆな初のアルバム。
- みゆなの全国流通作品。
- メジャーデビュー曲にして、自身初のアニメ『ブラッククローバー』とのタイアップを果たした楽曲「ガムシャラ」「天上天下」が収録されている[2][3]。

## チャート成績
オリコン2019年2月18日付の週間ランキングで最高116位を記録
。

## 収録曲
- 全5曲

1. ふわふわ
  - 作詞・作曲：みゆな

自身が初めて制作した楽曲[5]。
2. ガムシャラ
  - 作詞：ノマアキコ 作曲・編曲：成田ハネダ（パスピエ）

テレビ東京系列アニメ『ブラッククローバー』第5クールオープニングテーマ[6]。
3. 天上天下
  - 作詞：みゆな・佐伯ユウスケ 作曲：佐伯ユウスケ

テレビ東京系列アニメ『ブラッククローバー』第5クールエンディングテーマ[6]。
4. なんでもないや
  - 作詞・作曲：野田洋次郎

RADWIMPSの楽曲のカバー[7]。
5. たんぽぽ
  - 作詞・作曲：みゆな